# Calopodes
Calopodes Fr., česky¹) hořké hřiby, jsou sekcí rodu hřib (Boletus). Vyznačují se velkými boletoidními plodnicemi, žlutou dužninou a hořkou chutí. Řadí se k modrajícím a barevným hřibům. Z houbařského hlediska nemají význam, pro hořkost jsou nejedlé. Vyskytují se pod jehličnatými i listnatými stromy, mezi druhy jsou acidofilní i kalcifilní zástupci.
¹) Česká označení sekcí rodu Boletus se objevují spíše ve starší literatuře a jsou poměrně nejednotná – aktuální mykologické publikace zpravidla uvádějí pouze odborný (latinský) název.

## Znaky
Plodnice mají obvykle boletoidní tvar.
Rourky jsou od mládí žluté, stejně tak i póry, která jsou obvykle menší než jeden milimetr.
Třeň je žlutý či nažloutlý, u některých druhů na povrchu červeně zbarvený. Povrch obvykle kryje síťka, která však může chybět.
Dužnina má žlutou, žlutavou nebo bělavou barvu, hořkou chuť a po porušení obvykle modrá.

## Zástupci
Následující seznam nemusí být kompletní, obsahuje především středoevropské druhy.
| obrázek          | český název       | odborný název    | klobouk                         | třeň                                                               | mykorhiza             | výskyt  |
| ---------------- | ----------------- | ---------------- | ------------------------------- | ------------------------------------------------------------------ | --------------------- | ------- |
|                  | hřib Kluzákův     | Boletus kluzakii | bělorůžový                      | žlutý, často s hnědočervenými tečkami                              | listnáče              | Evropa  |
| Boletus radicans | hřib medotrpký    | Boletus radicans | bělavý, našedlý, nahnědlý       | žlutý, často s hnědočervenými tečkami, někdy s hnědočervenou zónou | listnáče              | Evropa  |
|                  | hřib olivovožlutý | Boletus pachypus | olivově-plavý                   | žlutý s červeným páskem uprostřed                                  | listnáče i jehličnany | Evropa  |
| Boletus calopus  | hřib kříšť        | Boletus calopus  | bělošedý, nahnědlý, šedoolivový | nahoře žlutý, dole červený                                         | jehličnany i listnáče | Evropa  |
| Boletus inedulis |                   | Boletus inedulis |                                 |                                                                    |                       | Amerika |
| Boletus pallidus |                   | Boletus pallidus |                                 |                                                                    |                       | Amerika |
|                  |                   | Boletus peckii   |                                 |                                                                    |                       | Amerika |